# Ладья (БПЛА)
Ладья  — российский дрон-доставщик, разработанный российской командной инженеров при поддержке губернатора Ленинградской области . Выпуск начат в 2024 году

## Описание
Разработка БПЛА начата в 2024 году при поддержке губернатора Ленинградской области Александра Дрозденко. Первые поставки БПЛА в войска были начаты в декабре 2024 года
Ладья является гексакоптером, имеет шесть моторов. Может нести и сбрасывать различные типы снарядов-термобарические, кумулятивные, осколочно-фугасные, что позволяет эффективно поражать различные типы целей, в том числе танки и другую бронетехнику. Масса полезной нагрузки — 7 килограммов.
Из важных особенностей дрона выделяется его компактность, за счет складных лучей он может быть помещен в рюкзак и транспортирован в зону эксплуатации.
Цена БПЛА Ладья начинается от 799.00 рублей на российских торговых площадках

## Модификации
В 2025 году российскими инженерами была разработана версия «Ладья-12» с соосной схемой расположения моторов для повышения грузоподъемности